# Arena Cheongju
Arena Cheongju – przeznaczona do koszykówki hala sportowa znajdująca się w mieście Cheongju, w Korei Południowej. W tej hali swoje mecze rozgrywa drużyna Hyperion. Hala może pomieścić 3 815 widzów, wszystkie miejsca są siedzące.